# Windmolenpoort

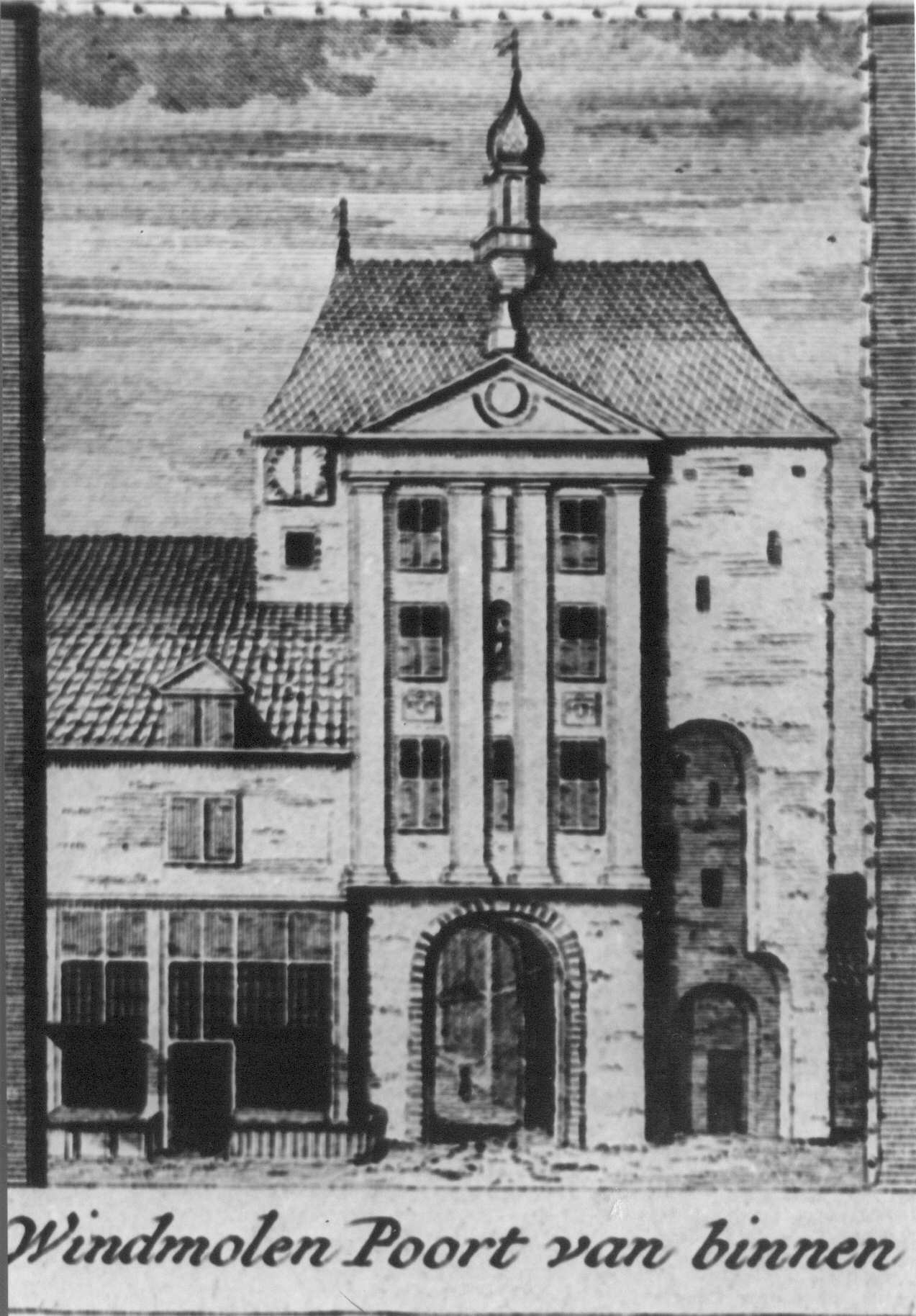
Aquarel van de poort uit 1850

De Windmolenpoort, in de volksmond vaak Wiemelpoort genoemd, was oorspronkelijk een middeleeuwse stadspoort voor de buitenomwalling van Nijmegen. Later verviel de verdedigingsfunctie en kwam de poort in gebruik als gevangenispoort. De poort is in de 19e eeuw gesloopt.
De poort stond aan de Molenstraat, nabij het stuk straat dat later ook wel "Korte Molenstraat" is genoemd. Tegenwoordig is hier de kruising tussen de Broerstraat, Ziekerstraat en Molenstraat.

## Geschiedenis
Het is niet exact bekend wanneer de Windmolenpoort is gebouwd. Vermoedelijk was dit ergens in de 13e eeuw, toen de stad haar eerste echte omwalling kreeg (hetgeen gebeurde na de verpanding van Nijmegen in 1247 aan Otto II van Gelre, waarmee Nijmegen definitief Gelders werd). De Windmolenpoort was een van de poorten die bij deze omwalling hoorde. De oorspronkelijke Hezelpoort en de Burchtpoort zijn in dezelfde tijd gebouwd, en maakten hier ook deel van uit.  
De oudst bekende vermelding van de Windmolenpoort zelf is uit 1369.
Toen Nijmegen er vanaf 1456 een nieuwe, hoge stenen verdedigingsmuur bij kreeg, kwamen de eerste omwalling binnen de stad zelf te liggen. Daarmee verviel de oorspronkelijke functie van de poorten als verdedigingswerken; die functie werd voor de Wiemelpoort nu overgenomen door de Molenpoort. De Wiemelpoort kreeg hierna een nieuwe bestemming als gevangenispoort.
Rond 1500 werd een deel van de oorspronkelijke Wiemelpoort (de voorpoort) al ontmanteld. Ook een windmolen die aanvankelijk op de poort stond en waaraan de poort ook haar naam dankte, verdween toen.
De Wiemelpoort is in 1860 uiteindelijk helemaal afgebroken, nadat het Nijmeegse stadsbestuur groen licht had gekregen om de stadwallen helemaal te slopen zodat de stad zich economisch meer kon ontplooien. Op de plek van de poort kwam nu een huis met toren, een ontwerp van Pieter van der Kemp.

## Archeologische vondsten
In 2010 werden er, bij werkzaamheden aan de riolering van de Broerstraat, restanten van de poort aangetroffen.

Deur in de poort, ca, 1840
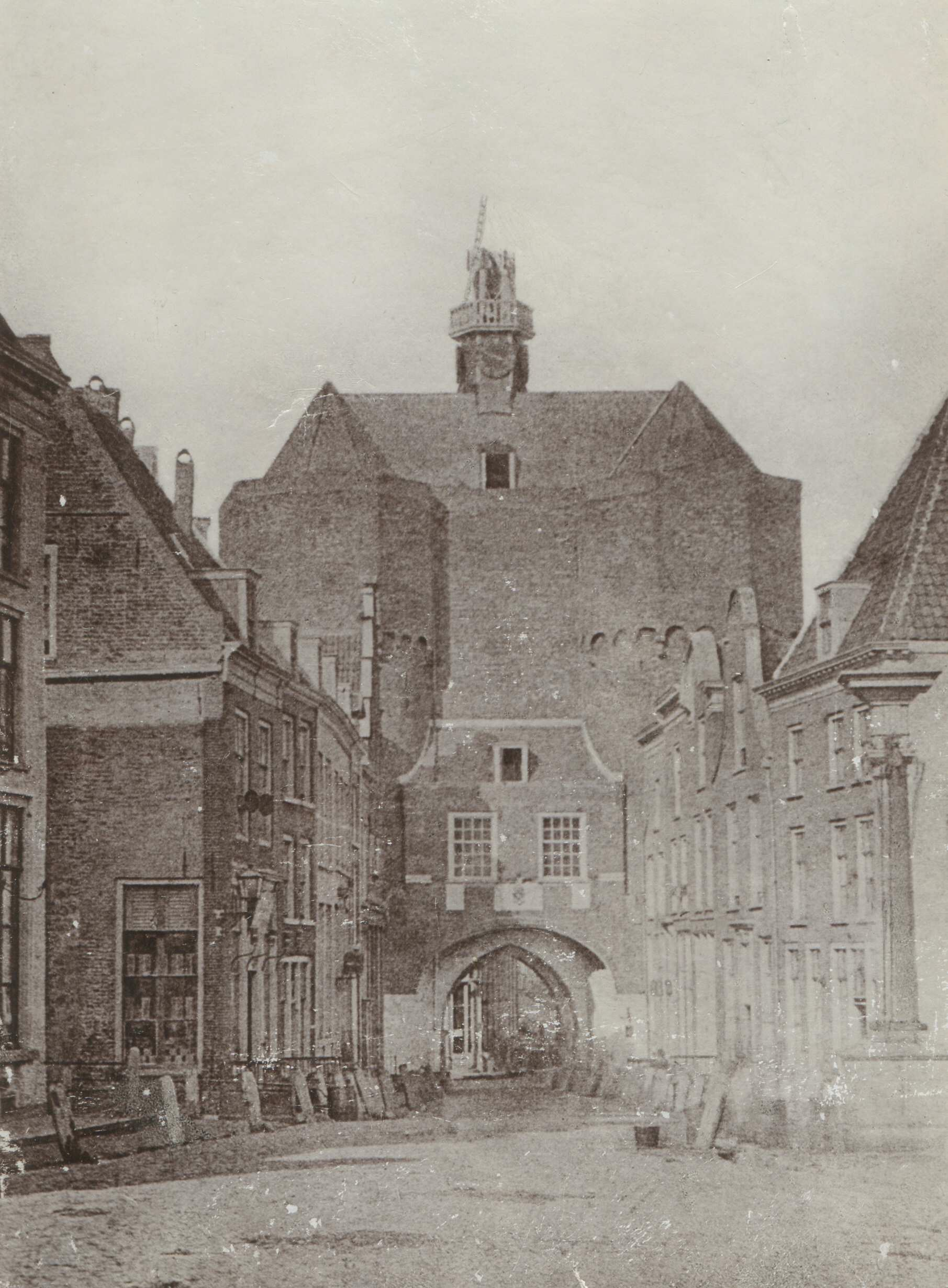
De poort omstreeks 1860, kort voor de sloop
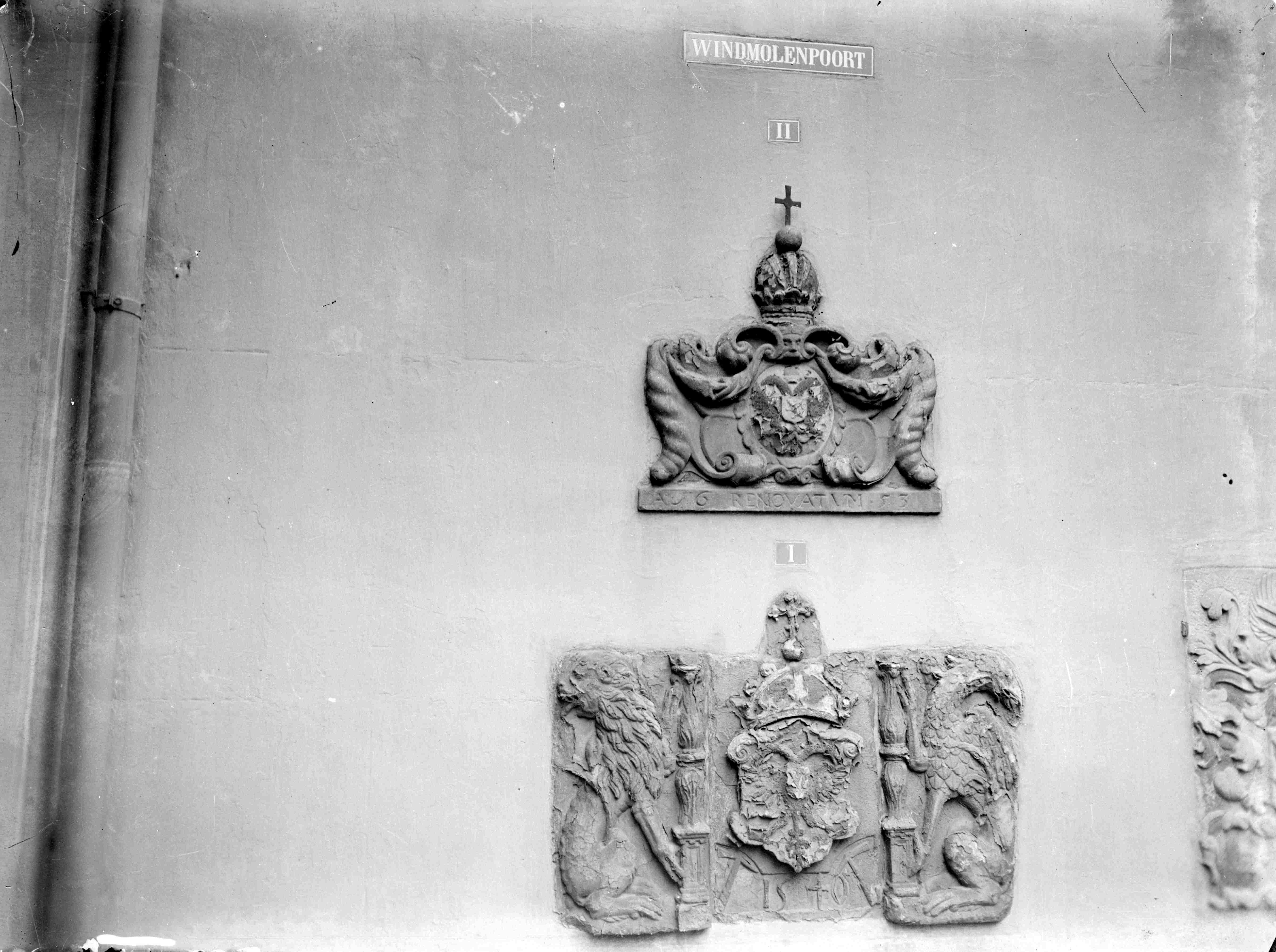
Wapensteen afkomstig van de poort